# Romagna (vino)
Romagna è la  denominazione di origine controllata e garantita di alcuni vini prodotti in Romagna.

## Zona di produzione

### Albana Spumante
La zona comprende in tutto o in parte i comuni di Castrocaro Terme e Terra del Sole, Forlì, Forlimpopoli, Meldola, Bertinoro, Cesena, Montiano, Roncofreddo, Savignano sul Rubicone, Longiano in Provincia di Forlì-Cesena.

### Cagnina
La zona comprende i seguenti comuni:
- Brisighella, Casola Valsenio, Castel Bolognese, Faenza e Riolo Terme; Provincia di Ravenna.
- Bertinoro, Castrocaro Terme e Terra del Sole, Cesena, Forlì, Forlimpopoli, Longiano, Montiano, Modigliana, Dovadola, Predappio, Mercato Saraceno, Meldola, Roncofreddo, Savignano sul Rubicone, Gatteo e San Mauro Pascoli.Provincia di Forlì - Cesena.

### Pagadebit
La zona comprende i seguenti comuni:
- In provincia di Ravenna Brisighella, Casola Valsenio, Castel Bolognese, Faenza e Riolo Terme.
- In provincia di Forlì-Cesena Bertinoro, Borghi, Castrocaro Terme e Terra del Sole, Cesena, Dovadola, Forlì, Forlimpopoli, Longiano, Meldola, Montiano, Predappio, Roncofreddo, Savignano sul Rubicone, Sogliano al Rubicone.

### Sangiovese
La zona comprende in tutto o in parte i seguenti comuni:
- Provincia di Bologna: Borgo Tossignano, Casal Fiumanese, Castel San Pietro Terme, Dozza Imolese, Fontanelice, Imola, Ozzano dell'Emilia.
- Provincia di Forlì - Cesena: Bertinoro, Borghi, Castrocaro Terme e Terra del Sole, Cesena, Civitella di Romagna, Dovadola, Forlì, Forlimpopoli, Galeata, Longiano, Meldola, Mercato Saraceno, Modigliana, Montiano, Portico - San Benedetto, Predappio, Rocca San Casciano, Roncofreddo, Santa Sofia, Savignano sul Rubicone, Sogliano al Rubicone, Sarsina, Tredozio.
- Provincia di Ravenna: Brisighella, Casola Valsenio, Castel Bolognese, Faenza, Riolo Terme.
- Provincia di Rimini: Cattolica, Coriano, Gemmano, Misano Adriatico, Mondaino, Monte Colombo, Montefiore Conca, Montegridolfo, Montescudo, Morciano di Romagna, Poggio Berni, Riccione, Rimini, Saludecio, Sant'Arcangelo di Romagna, San Clemente, San Giovanni in Marignano, Torriana, Verucchio.

Le sottozone comprendono i seguenti comuni:
- Sottozona di Bertinoro: Bertinoro.
- Sottozona di Brisighella: parte di Brisighella, Faenza e Casola Valsenio.
- Sottozona di Castrocaro - Terra del Sole: Rocca San Casciano, Dovadola, Castrocaro Terme e Terra del Sole e parte del comune di Forlì.
- Sottozona Cesena: parte del comune di Cesena.
- Sottozona Longiano: parte dei comuni di Longiano e Savignano sul Rubicone e intero di Montiano e Borghi.
- Sottozona Meldola: Si estende tra Meldola, Predappio, Santa Sofia e Bertinoro.
- Sottozona Modigliana: Modigliana.
- Sottozona Marzeno: parte del comune di Marzeno.
- Sottozona Oriolo: parte del comune di Faenza.
- Sottozona Predappio: Predappio.
- Sottozona San Vicinio: Mercato Saraceno, Sarsina e parte dei comuni di Roncofreddo, Sogliano al Rubicone e Cesena.
- Sottozona Serra: Castel Bolognese.

### Trebbiano
La zona comprende i seguenti comuni: 
- Provincia di Bologna: Borgo Tossignano, Casal Fiumanese, Castel Guelfo, Castel S. Pietro Terme, Dozza Imolese, Fontanelice, Imola, Mordano, Medicina, Ozzano dell'Emilia.
- Provincia di Forlì - Cesena: Bertinoro, Borghi, Castrocaro Terme e Terra del Sole, Cesena, Cesenatico, Civitella di Romagna, Forlì, Forlimpopoli, Gambettola, Gatteo, Longiano, Meldola, Modigliana, Montiano, Predappio, Roncofreddo, San Mauro Pascoli, Savignano sul Rubicone.
- Provincia di Rimini: Coriano, Gemmano, Mondaino, Montecolombo, Montefiore Conca, Montegridolfo, Montescudo, Morciano di Romagna, Poggio Berni, San Clemente, San Giovanni in Marignano, Saludecio, Sant’Arcangelo di Romagna, Torriana, Verucchio e parte dei comuni di Cattolica, Misano Adriatico, Riccione, Rimini
- Provincia di Ravenna: Bagnacavallo, Bagnara di Romagna, Castel Bolognese, Cotignola, Faenza, Riolo Terme, Ravenna, Solarolo e parte dei comuni di Lugo, Massalombarda, Russi, Sant'Agata sul Santerno, Brisighella, Casola Valsenio, Montaletto.

## Storia
La presenza del vitigno Terrano risale probabilmente alla dominazione bizantina. In tempi storici ha dato origine al vino Cagnina, riconosciuto a DOC con DPR 17-03-1988 come Cagnina di Romagna. Veniva sicuramente coltivata in Romagna già nel 1200.
La prima citazione scritta di un "Pagadebito bianco"” tra le viti "“de' contorni di Rimino" è di Acerbi e risale al 1825. Nel corso della mostra ampelografica di Forlì del 1876 si confrontarono grappoli di Pagadebit provenienti da diversi areali e si convenne che «Il Pagadebito gentile di Forlì, di Bertinoro e di Predappio si differenziava dal Pagadebito verdone per gli acini più sferici, meno grossi, meno verdi e più dolci.» Presente in particolare nell'area di Bertinoro, venne riconosciuto come Pagadebit di Romagna con DPR 17-03-1988.
Il Sangiovese venne segnalato da Cosimo Villifranchi nella seconda metà del Settecento come "San Gioveto romano", coltivato in particolare nel Faentino. Risale però al 1672 la prima citazione: un atto notarile faentino evidenzia la presenza di tre filari nel podere Fontanella di Pagnano a Casola Valsenio. Nel 1839 il conte Gallesio scrisse che «le vigne … sono tutte a ceppi bassi attaccati ad un picciolo palo come in Francia, le uve che vi si coltivano sono per la maggior parte il Sangiovese di Romagna.» 
Nel Trecento il Trebbiano veniva annoverato tra i vini di lusso; ne parlano in seguito Soderini nel Cinquecento e Trinci nel Settecento. Agli inizi del XX secolo  vennero identificate le cultivar: in Romagna venne definito "Trebbiano della fiamma" perché i grappoli esposti al sole prendono una colorazione giallo-rossastra.

## Tecniche di produzione
Le operazioni di vinificazione devono essere effettuate nell'interno della zona di produzione; tuttavia, tenuto conto delle situazioni tradizionali di produzione, sono consentite nell'intero territorio delle province di Forlì –
Cesena, Ravenna, Bologna e Rimini. Per quanto riguarda spumanti e frizzanti, sono permesse in tutto il territorio della Regione Emilia-Romagna.
Il Sangiovese novello deve essere ottenuto con almeno il 50% di vino proveniente dalla macerazione carbonica delle uve. Per il Sangiovese e il Sangiovese superiore è consentito un appassimento parziale delle uve. Per la presa di spuma dell'Albana spumante è obbligatorio utilizzare mosti di uve parzialmente appassite.
Sangiovese e Sangiovese superiore dopo un periodo di invecchiamento non inferiore a 24 mesi possono assumere la designazione "riserva". Il Sangiovese con menzione della sottozona deve inoltre affinarsi almeno sei mesi in bottiglia, non è ammesso l'arricchimento e le bottiglie possono venire chiuse solo con tappi di sughero naturale monoblocco.
Sulle etichette del Cagnina deve figurare la specifica "dolce".

## Disciplinare
La DOC è stata approvata con DM 22.09.2011 G.U. 235

Successivamente il disciplinare ha subito le seguenti modifiche:
- DM DM 30.11.2011 G.U. 295

La versione in vigore è stata approvata con DM 07.03.2014 pubblicato sul sito ufficiale del Mipaaf

## Tipologie

### Albana spumante
| uvaggio                        | Albana 95% minimo |
| titolo alcolometrico minimo    | 16,00%            |
| zuccheri residui               | almeno 60 g./l.   |
| acidità totale minima          | 6,00 g/l.         |
| estratto secco minimo          | 21,00 g/l         |
| resa massima di uva per ettaro | 90 q.             |
| resa massima di uva in vino    | 50%               |

### Cagnina
| uvaggio                        | Terrano 85% minimo    |
| titolo alcolometrico minimo    | 8,50% (11,50% totale) |
| acidità totale minima          | 5,00 g/l.             |
| estratto secco minimo          | 17,00 g/l             |
| resa massima di uva per ettaro | 130 q.                |
| resa massima di uva in vino    | 65%                   |

### Pagadebit
È prevista anche la versione frizzante; viene commercializzato con sapore secco o amabile. È riconosciuto anche come nella sottozona "Bertinoro".
|                                | Pagadebit                 | Pagadebit Bertinoro |
| uvaggio                        | Bombino bianco 85% minimo |                     |
| titolo alcolometrico minimo    | 11,50%                    | 12%vol              |
| zuccheri riduttori residui     | da 0 a 10 g/l.            |                     |
| acidità totale minima          | 4,50 g/l.                 | 5,00 g/l            |
| estratto secco minimo          | 14,00 g/l                 | 15,00 g/l           |
| resa massima di uva per ettaro | 140 q.                    |                     |
| resa massima di uva in vino    | 70%                       |                     |

### Sangiovese
Sono previste anche le versioni "novello", "riserva" e "passito".
|                                | base                  | riserva     | novello     | passito     |
| uvaggio                        | Sangiovese 85% minimo |             |             |             |
| titolo alcolometrico minimo    | 12,00% vol.           | 13,00% vol. | 11,50% vol. | 12,00% vol. |
| zuccheri residui               | 10 g/l.               | 10          | 10          | da 6 a 20   |
| acidità totale minima          | 4,50 g/l.             |             |             |             |
| estratto secco minimo          | 20,00 g/l             | 26,00 g/l.  | 18,00 g/l.  | 26,00 g/l.  |
| resa massima di uva per ettaro | 120 q.                | 120 q.      | 120 q.      | 120 q.      |
| resa massima di uva in vino    | 65%                   | 50%         |             |             |

### Sangiovese superiore
È prevista anche la versione riserva.
|                                | superiore  | superiore riserva |
| uvaggio                        | %          |                   |
| titolo alcolometrico minimo    | 12,50% vol | 13,00%            |
| zuccheri residui               | 10,00 g/l. |                   |
| acidità totale minima          | 4,5 g/l    |                   |
| estratto secco minimo          | 24,00 g/l  | 26,00 g/l         |
| resa massima di uva per ettaro | 105 q.     |                   |
| resa massima di uva in vino    | 65%        |                   |

### Sangiovese sottozone
Le sottozone previste sono: Brisighella, Castrocaro - Terra del Sole, Cesena, Longiano, Meldola, Modigliana, Marzeno, Oriolo, Predappio, San Vicinio, Serra e Bertinoro, nella quale esiste solamente la versione riserva.
|                                | base                  | riserva    |
| uvaggio                        | Sangiovese 95% minimo |            |
| titolo alcolometrico minimo    | 12,50% vol            | 13,00% vol |
| zuccheri residui               | massimo 4,00 g/l.     |            |
| acidità totale minima          | 4,00 g/l.             |            |
| estratto secco minimo          | 24,00 g/l             | 26,0 g/l.  |
| resa massima di uva per ettaro | 90 q.                 | 80 q.      |
| resa massima di uva in vino    | 65%                   |            |

### Trebbiano
Sono previste aanche le versioni frizzante e spumante.
|                                | fermo                          | frizzante  | spumante |
| uvaggio                        | Trebbiamo romagnolo 85% minimo |            |          |
| titolo alcolometrico minimo    | 11,50% vol.                    | 10,50% vol |          |
| zuccheri residui massimo       | 10 g/l                         | no         |          |
| acidità totale minima          | 4,50 g/l.                      | 5,00 g/l.  |          |
| estratto secco minimo          | 14,00 g/l                      |            |          |
| resa massima di uva per ettaro | 140 q.                         |            |          |
| resa massima di uva in vino    | 70%                            |            |          |